# لوسبی
لوسبی (به سوئدی: Låssby) یک منطقهٔ مسکونی در سوئد است که در بخش یوتبری واقع شده‌است. لوسبی ۰٫۳۱ کیلومتر مربع مساحت و ۲۵۱ نفر جمعیت دارد.